# 8676 Lully
A 8676 Lully (ideiglenes jelöléssel 1992 CT2) a Naprendszer kisbolygóövében található aszteroida. Eric Walter Elst fedezte fel 1992. február 2-án.